# Birmoguren
Birmoguren este o comună din departamentul Birmoguren, Regiunea Tiris Zemmour, Mauritania, cu o populație de 2.761 locuitori.